# Tarmigt
Tarmigt (franska: Tarmigt (CR), Tarmigt (Commune Rurale), arabiska: سكورة أهل الوسط) är en kommun i Marocko.   Den ligger i provinsen Ouarzazate och regionen Drâa-Tafilalet, i den centrala delen av landet, 300 km söder om huvudstaden Rabat. Antalet invånare är 9 703.